# Chiesa di Santa Maria (Uta)
La chiesa di Santa Maria, ubicata nell'immediata periferia campestre di Uta, è una delle massime espressioni dell'incontro della cultura provenzale e tosco-lombarda dell'architettura romanica in Sardegna.

## Storia

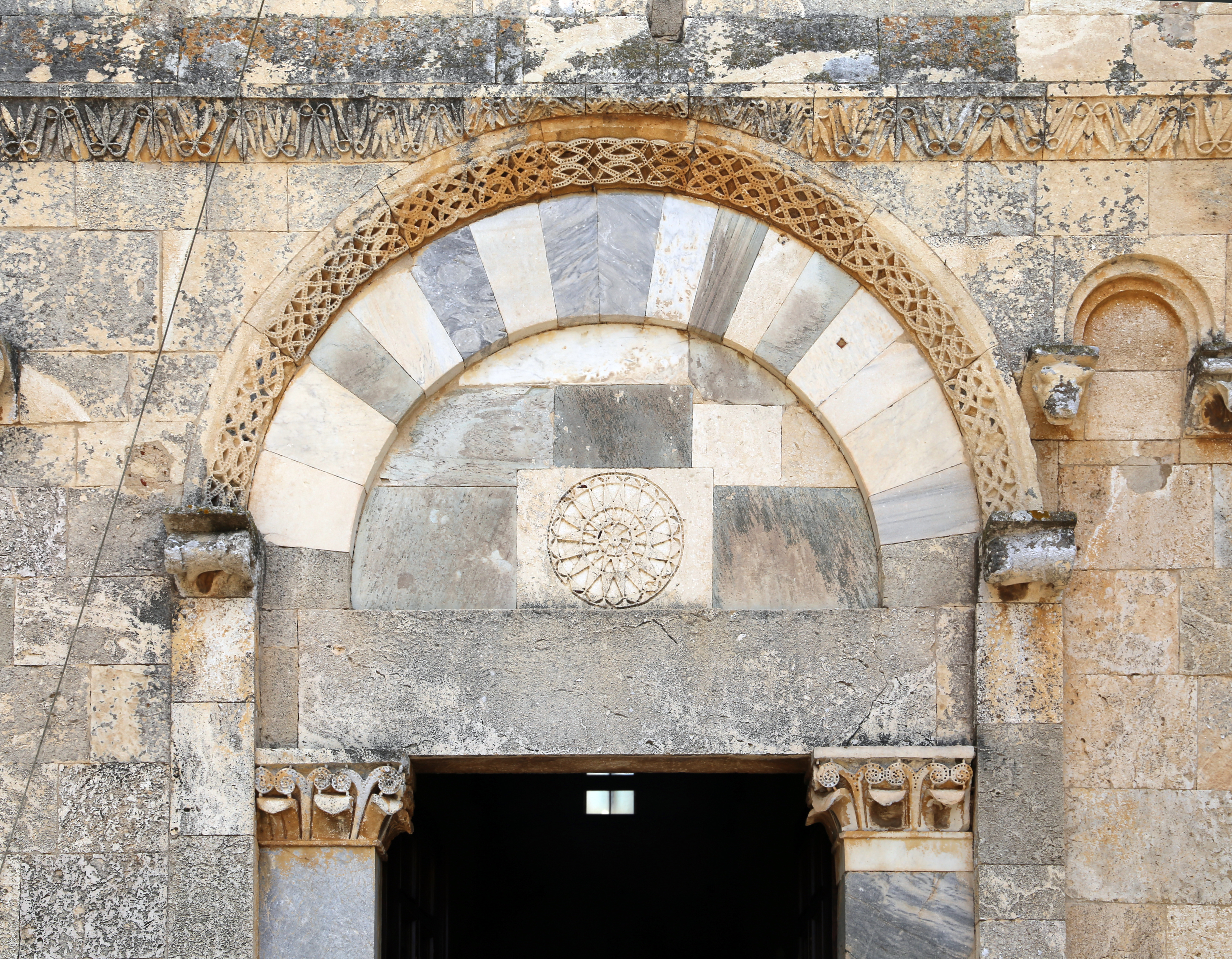
Particolare facciata

Non si conosce la datazione precisa di edificazione della chiesa, che si fa risalire alla metà del XII secolo ad opera dei monaci vittorini di Marsiglia, sulle rovine di una chiesa preesistente.
La prima menzione di Santa Maria di Uta si ha in un documento del 1363, con il quale il sovrano Pietro IV d'Aragona cede la chiesa, sino ad allora appartenuta agli ospedalieri gerosolimitani, ai Cavalieri di San Giorgio de Alfama. Il tempio passò in seguito ai francescani, che alla fine del XVI secolo la cedettero all'arcidiocesi di Cagliari.

## Descrizione

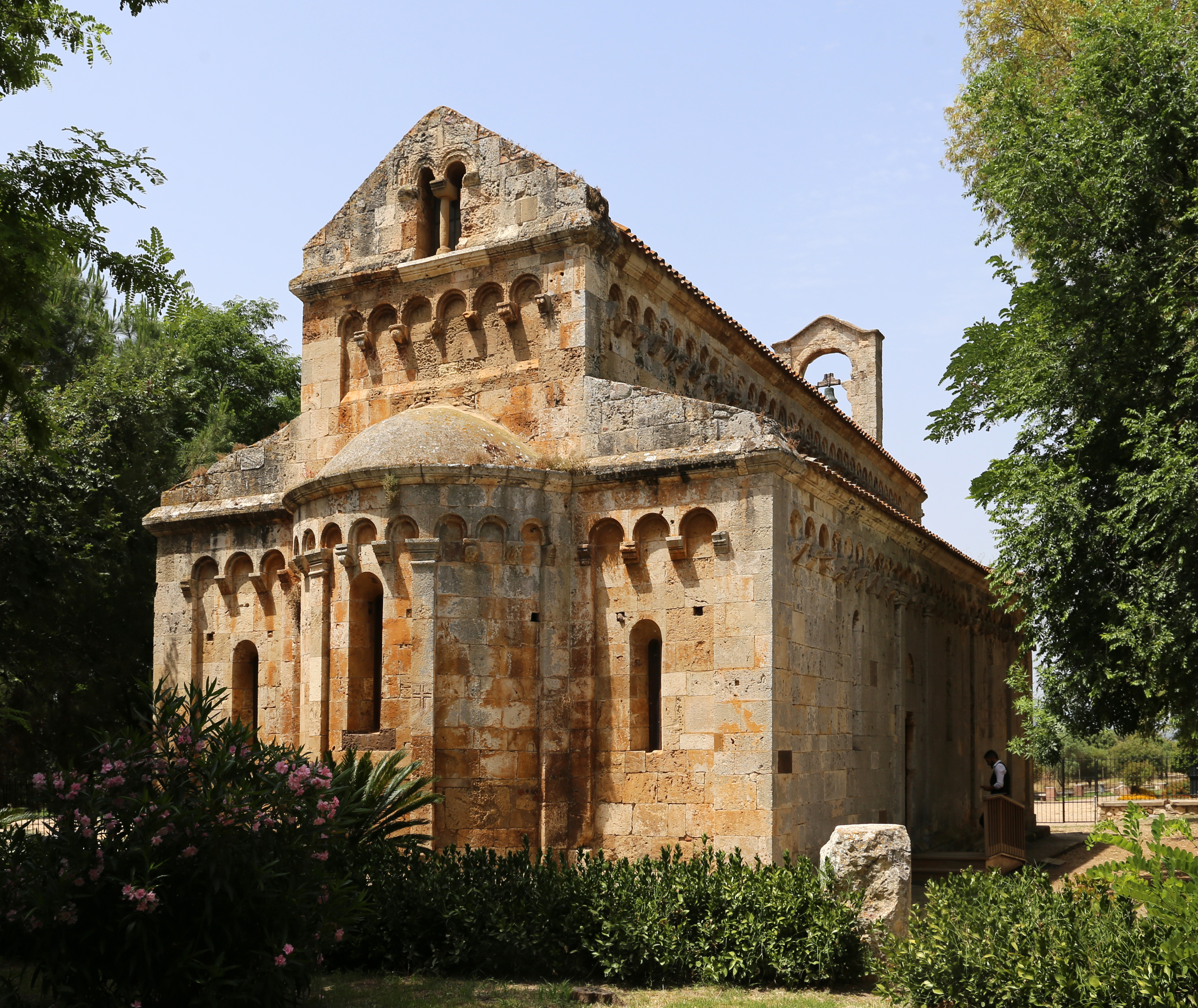
Prospetto absidale

La chiesa di Santa Maria si trova a poca distanza dal centro di Uta ed è raggiungibile percorrendo la via Santa Giusta. La chiesa è compresa all'interno di un piccolo cortile alberato recintato. 

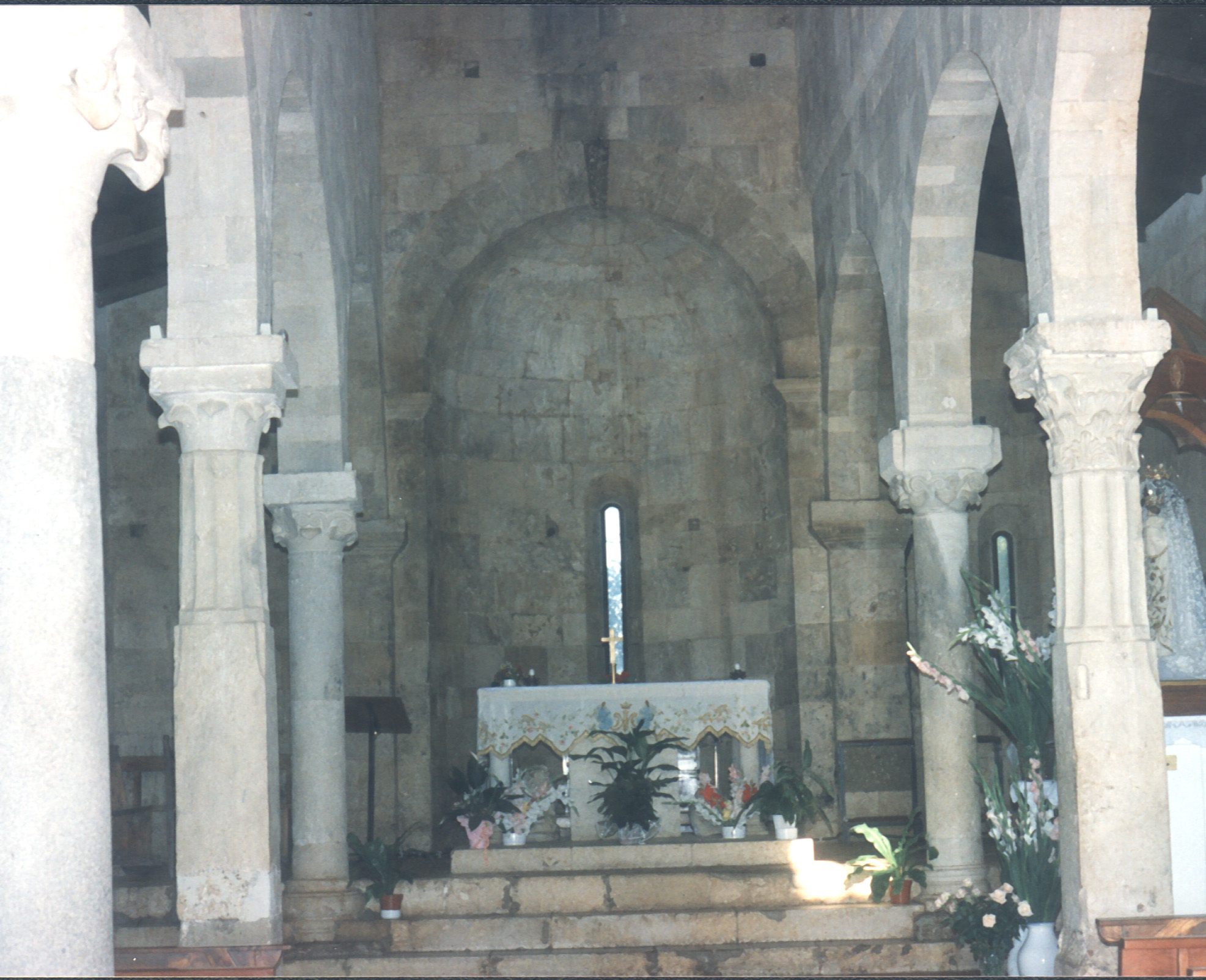
Interno della chiesa

L'interno è a tre navate, coperte in legno e separate da arcate a tutto sesto, impostate soprattutto su colonne di spoglio di epoca romana. 
I capitelli sono invece coevi alla chiesa, tranne quello della terza colonna a sinistra e quello che funge da acquasantiera, entrambi di epoca romana.
Il presbiterio è sopraelevato rispetto al piano della navata e vi si accede da alcuni scalini. Sotto l'altare maggiore si trovano due leoni, che in origine erano collocati ai lati della facciata. Il presbiterio è concluso dall'abside semicircolare orientata ad est. La luce entra nella chiesa attraverso le bifore dei prospetti est e ovest e dalle monofore disposte sui lati lunghi e nell'abside.

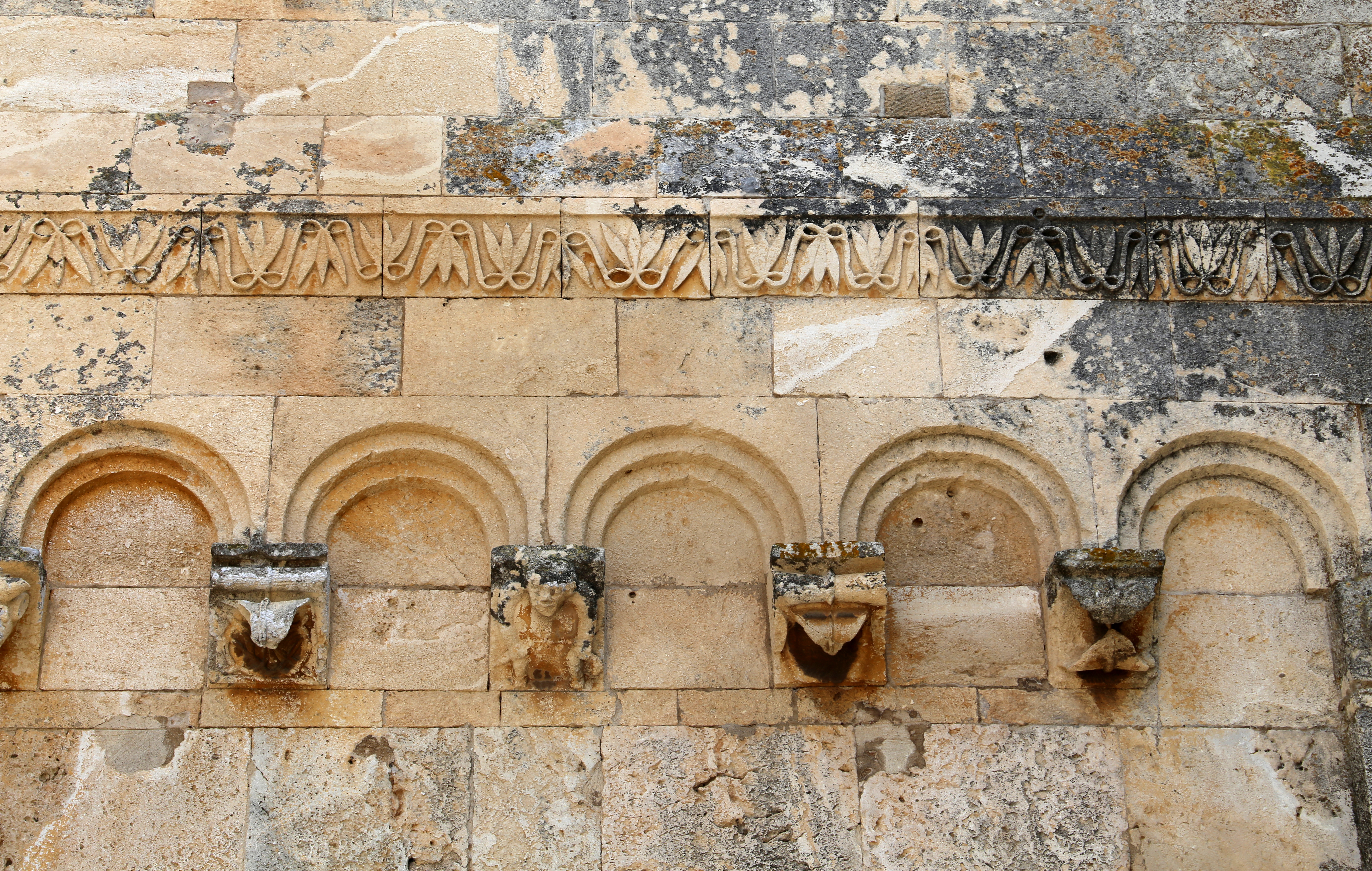
Particolare

All'esterno l'edificio presenta i prospetti, in roccia calcarea e arenaria con inserti in marmo e basalto, scanditi da paraste angolari e suddivisi in specchi da lesene, tra le quali si dispongono gli archetti pensili a tripla ghiera in facciata, a doppia ghiera ai lati e nel prospetto absidale. Gli archetti sono sostenuti da peducci recanti decori scultorei molto vari e diversi tra loro, in cui si inseriscono protomi antropomorfe e zoomorfe.
La facciata, rivolta ad ovest e sovrastata da un campanile a vela, è divisa in quattro livelli da cornici. Il livello inferiore è a sua volta diviso in tre specchi; lo specchio mediano ospita il portale principale architravato, sormontato da un arco a tutto sesto dotato di cunei bicromi e con l'estradosso evidenziato da una cornice finemente scolpita con motivo a intreccio. Nel livello superiore si apre una piccola bifora.